# Dzień Ak Kałpaka
Ak kałpak – święto obchodzone w Kirgistanie od 2016 r. co roku 5 marca, które ma popularyzować tradycyjne kirgiskie stroje i sprzyjać utrwalaniu tożsamości narodowej Kirgizów.